# Gliwicki Klub Sportowy Piast Spółka Akcyjna
O Gliwicki Klub Sportowy Piast Spółka Akcyjna, abreviado Piast Gliwice, é um clube de futebol polonês da cidade de Gliwice fundado em 1945, que disputa a Ekstraklasa. Suas cores oficiais são o azul e o vermelho.

## Títulos
- Campeonato Polonês
  - (1x): - 2018/19
- Campeonato Polonês de Futebol 2ª Divisão
  - (1x): - 2011/12

- Copa da Polônia (Puchar Polski)
  - (2x finalista): - 1977/78, 1982/83

## Estádio
O Estádio Municipal em Gliwice é um estádio de futebol localizado em Gliwice (Polónia), de propriedade do Piast Gliwice.